# St Mary-le-Bow
St Mary-le-Bow är en historisk kyrka i City of London. Kyrkan är känd sedan 1000-talet. Kyrkans namn – bow eller arches på engelska, arcubus på latin – anspelar på den medeltida kyrkans krypta, som hade höga valvbågar väl synliga från gatan.

## Historia
Kyrkan finns dokumenterad från 1091. Keene och Harding menar att den stora kryptan och den strategiska placeringen vid en av Londons större gator kan tyda på att kyrkan tidigt haft en större roll än enbart församlingskyrka. Möjligen kan den ha uppförts för ärkebiskopen av Canterbury Lanfrancs bruk under hans besök i London.
Det finns i varje fall dokumentet som tyder på att Vilhelm Erövraren testamenterar kyrkan och dess mark till ärkestiftet i Canterbury när han dör 1087. Under resten av medeltiden fungerar också St Mary-le-Bow som ärkebiskopens av Canterbury kyrka i London. Den var därför undantagen från stiftsindelningen, och utgjorde så kallad archbishop's peculiar. Totalt fanns 13 sådana kyrkor i huvudstaden, som alla hörde till ärkestiftet och styrdes av dekanen i St Mary-le-Bow (engelska: The Dean of Arches) på ärkebiskopens uppdrag.
St Mary-le-Bow blev också en viktig mötesplats för den ecklesiastiska domstolen i Canterbury kyrkoprovins. Domstolen möttes även i Canterbury, men i London var St Mary-le-Bow dess säte. Under 1500-talet började domstolen regelmässigt att kallas Court of Arches. Än i dag samlas domstolen i St Mary-le-Bow.
Den medeltida kyrkan förstördes under den stora branden 1666. Den nuvarande byggnaden i barockstil uppfördes 1671-1673, och var en av många nya kyrkor som ritades av Christopher Wren efter den stora branden.  Klocktornet färdigställdes 1680.
Först på 1850-talet blev St Mary-le-Bow en vanlig församlingskyrka och del av Londons stift. 

## Verksamhet
Idag bor bara ett fåtal personer i området runt kyrkan, som i stället tagit ett särskilt ansvar för Londons finansdistrikt och Londons bransch- och yrkesorganisationer, The City of London Livery Companies.

## Betydelse för London
Kyrkans centrala läge i London haft en viktig roll i stadens historia och dess klockor har använts som signaler. 
St Mary-le-Bow har en viktig roll i cockneytraditionen. En äkta cockney ska nämligen vara född och bo inom hörhåll från The Bow Bells, det vill säga klockspelet i St Mary-le-Bow.  Klockorna spelar också en central roll i legenden om hur den unge Richard Whittington kallades tillbaka till staden, för att så småningom bli borgmästare i London.
I mer modern kultur använde BBC World Service en inspelning av klockspelet i kyrkan som signatur för sina sändningar från tidigt 1940-tal och framåt, och använder dem fortfarande ibland. Den gamla inspelningen är särskilt viktig då kyrkan skadades svårt av tyskt bombflyg den 10 maj 1941. Den återuppbyggdes och nyinvigdes först 1961.
Den tidigare stora klockan var från 1762 men förstördes under bombningarna av London under andra världskriget. Idag har kyrkan 12 klockor som väger mellan 285 och 2 135 kg och klockorna spänner över en och en halv oktav.